# Fusil periscópico

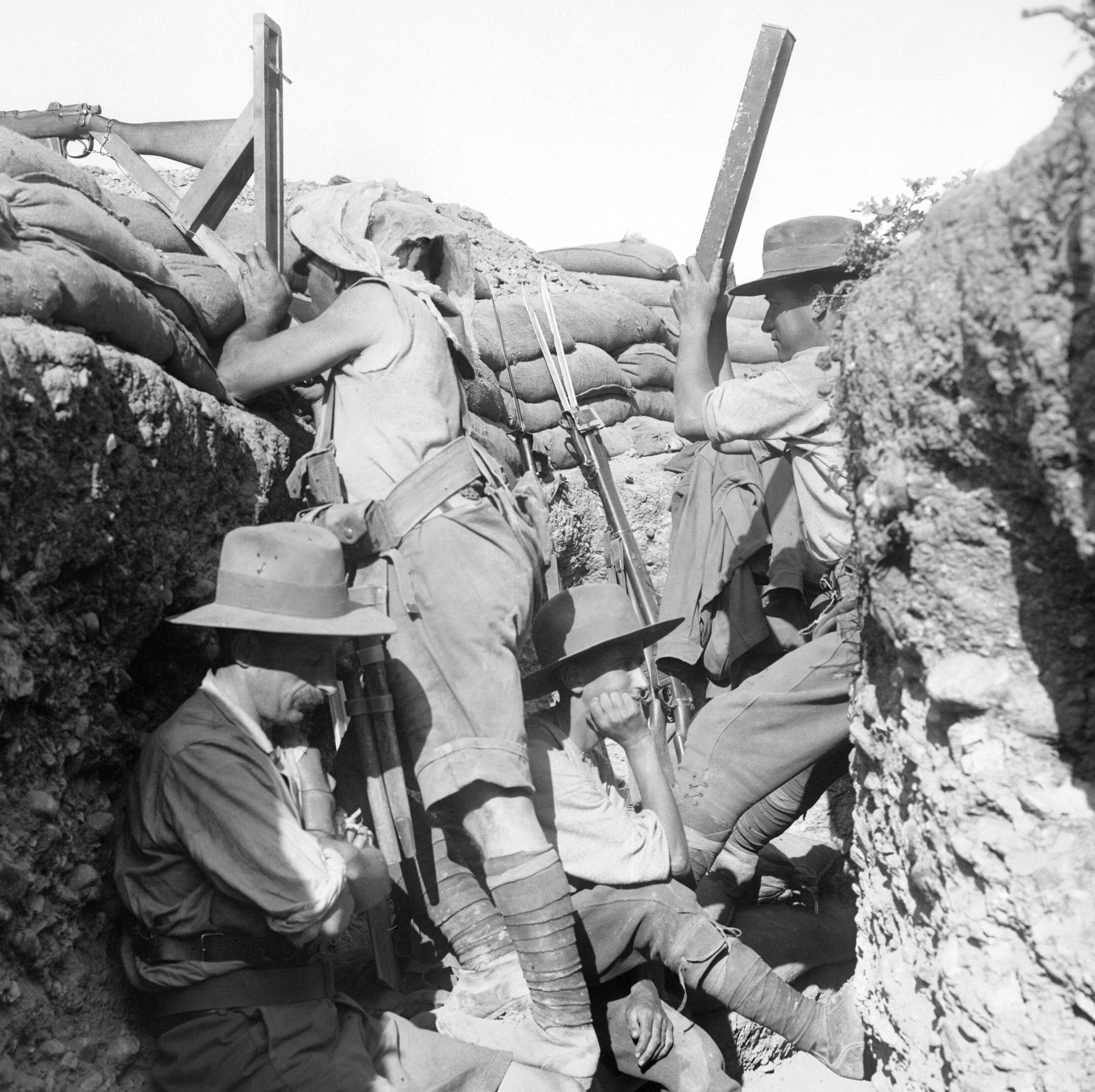
Miembro de la Caballería Ligera Australiana usando un fusil periscópico, Galípoli (1915). Foto de Ernest Brooks.

El fusil periscópico es un fusil que ha sido adaptado para apuntarse mediante un periscopio. Esto le permite al tirador permanecer a cubierto. Estos fusiles fueron desarrollados debido a las condiciones de la guerra de trincheras de la Primera Guerra Mundial y a pesar de que no está claro que ejército fue el primero en emplearlos, estas armas ya estaban en servicio a finales de 1914. También se construyeron aparatos similares para emplearse con ametralladoras.

## Hiposcopio Youlten

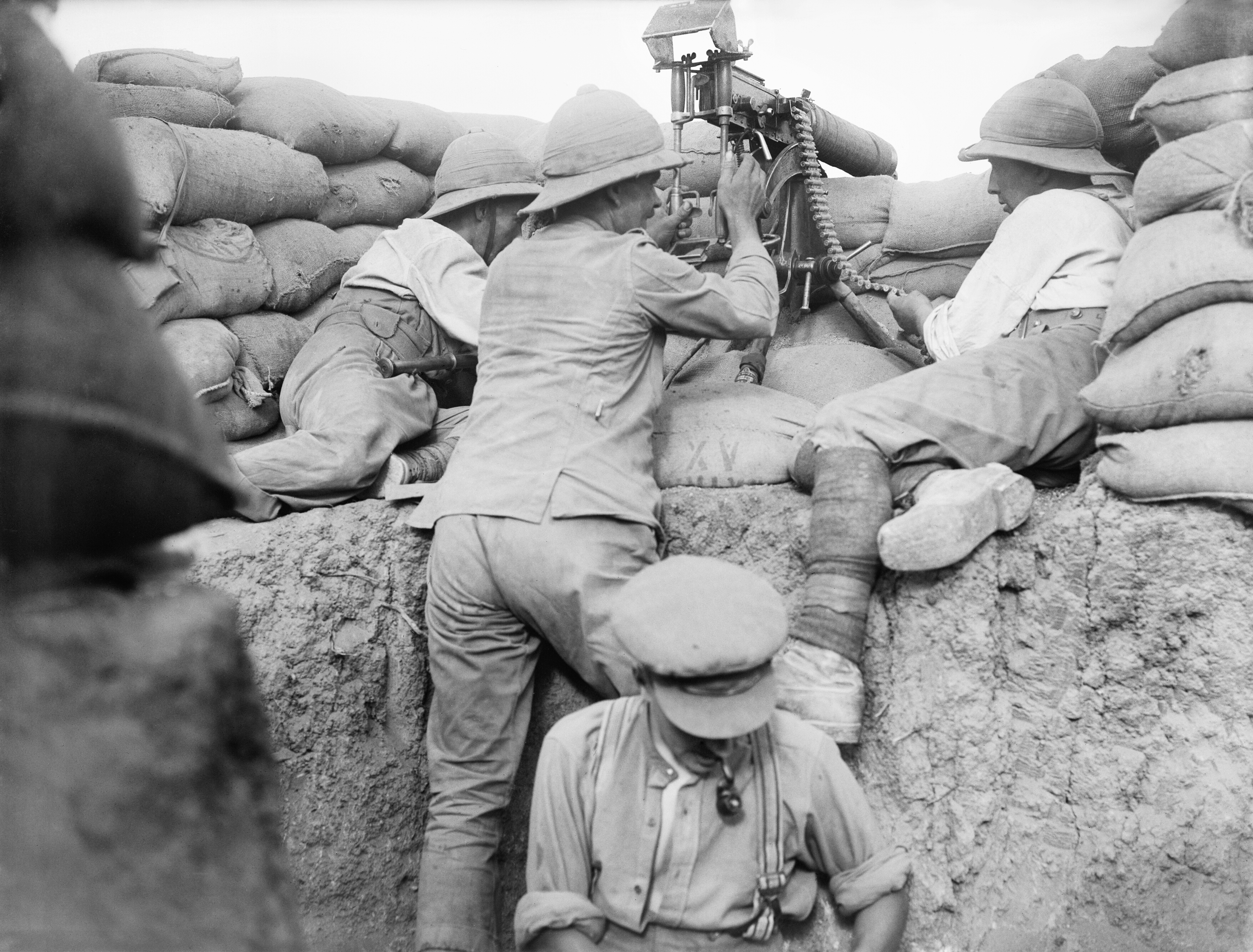
Un Youlten’s Patent Hyposcope Mark II siendo empleado con una ametralladora Vickers, cerca de Bagdad (1917).

El primer mecanismo de puntería periscópico para fusiles fue el hiposcopio Youlten, inventado por W. Youlten. Una primera versión de este dispositivo fue probada en 1903, obteniendo su primera patente en 1914. Su alcance máximo era de 550 m (600 yardas).

## Fusil periscópico Beech
Un tipo de fusil periscópico fue inventado en mayo de 1915 durante la campaña de Galípoli por un soldado australiano, el Sargento William Beech, que había sido supervisor de albañiles antes de la guerra. Beech estaba sirviendo en el 2º Batallón de la Primera Fuerza Imperial Australiana. El aparato permitía a un soldado apuntar y disparar un fusil desde la trinchera, sin exponerse al fuego enemigo. Beech modificó un Lee-Enfield, cortándole la culata a la mitad. Las dos mitades fueron reconectadas con una tabla de madera y un periscopio, alineados horizontalmente con los mecanismos de puntería del fusil, así como una cuerda para  apretar el gatillo, que permitía disparar el fusil por debajo de su línea de fuego. Según el testimonio de John Adams, un soldado que sirvió junto a Beech, la idea se le ocurrió a Beech después de la traumática experiencia de ver los cadáveres de sus camaradas que habían muerto por disparos en la cabeza.
El aparato de Beech fue rápidamente copiado por otros miembros del ANZAC. Fue ampliamente utilizado en la intensa guerra de trincheras de Galípoli, donde algunas líneas de trincheras - como los parapetos de Quinn's Post - se hallaban a 50 m de distancia una de otra. Según Sir D. G. Ferguson, que participó en la campaña de Galípoli, se abandonó el uso de fusiles convencionales durante el día en favor de los fusiles periscópicos. Generalmente era considerado menos preciso que un Lee-Enfield común, aunque la Official History of Australia in the War of 1914–1918 afirma que era preciso a una distancia de entre 180 m a 270 m (200-300 yardas).  Las pruebas llevadas a cabo en el documental "The Boffin, The Builder, The Bombardier" sugieren que su alcance efectivo era de aproximadamente 91,44 m (100 yardas). Sin embargo, durante la campaña de Galípoli, un alcance efectivo reducido no era un problema importante porque en varios sectores, las trincheras turcas y británicas estaban muy cerca unas de otras. Algunas solo estaban separadas por una distancia de 4,57 m (5 yardas).
Posteriormente los fusiles periscópicos fueron fabricados en toscas líneas de producción en la playa de la Ensenada ANZAC. El Mariscal de campo Sir William Birdwood describió el invento como uno de considerable importancia durante la campaña de Galípoli. En 1921, la War Office británica le otorgó a Beech un premio de £100 por su invento (unas £4,000 en 2015).

## Otros fusiles periscópicos de la Primera Guerra Mundial

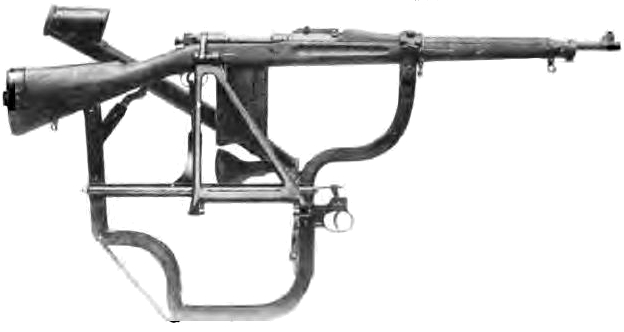
Un Springfield M1903 con culata periscópica tipo Elder instalada; el fusil también está equipado con un cargador de 25 cartuchos.

En setiembre de 1915 fueron patentadas dos adaptaciones periscópicas para el Lee-Enfield. La primera fue creada por J. E. Chandler y podía disparar un cargador completo antes de ser desmontada. La segunda fue creada por G. Gerard y tenía un diseño similar. Estas fueron seguidas por el diseño de E. C. Robert Mark en 1916, además de las patentes de M. E. Reginald y S. J. Young en 1918.
En el Frente Occidental, los fusiles periscópicos fueron empleados por los ejércitos belga, británico y francés. El Ejército Imperial Ruso empleó una versión periscópica del fusil Mosin-Nagant en el Frente Oriental.
Se diseñaron varios fusiles periscópicos en los Estados Unidos, tales como el "Elder" y el "Cameron-Yaggi". El Cameron-Yaggi fue inventado en 1914, pero su desarrollo se detuvo después del Armisticio del 11 de noviembre de 1918. El Cameron-Yaggi incluía un mecanismo para accionar el cerrojo del fusil y su periscopio también servía como una mira telescópica de 4x aumentos. El fusil Springfield M1903 podía ser equipado con un cargador de 25 cartuchos, que fue empleado tanto en el fusil Cameron-Yaggi como en el Elder, por lo que podían efectuar la mayor cantidad posible de disparos antes de desmontar el fusil debajo del parapeto para su recarga.
El M.95 Loopgraafgeweer (Fusil de trinchera) holandés estaba basado en el Mannlicher M.95. Fue empleado por el Real Ejército de los Países Bajos desde 1916 hasta la Segunda Guerra Mundial. Otro ejemplo era la culata periscópica Guiberson.